# ماريانو نتاليو كاريرا
ماريانو نتاليو كاريرا (بالإسبانية: Mariano Carrera)‏ مواليد 22 يوليو 1980 في بوينس آيرس، بوينس آيرس، الأرجنتين، هو ملاكم محترف أرجنتيني يصنف ضمن فئة الوزن المتوسط. شارك في دورة الألعاب الأولمبية الصيفية سنة 2000.

## المسيرة الاحترافية
من نزالاته:
- انتصر على هيكتور خافيير فيلاسكو بالضربة الفنية القاضية (19-06-2004).

## إحصائيات
خاض خلال مسيرته 39 نزالا، فاز في 32 ولم يتعادل وخسر في 6. فاز بالضربة القاضية في 23 نزالا.

## روابط خارجية
- ماريانو نتاليو كاريرا على موقع بوكس ريك (الإنجليزية) (registration required)
- ماريانو نتاليو كاريرا على موقع أوليمبيديا (الإنجليزية)